# Salam Mulya
Salam Mulya is een bestuurslaag in het regentschap Purwakarta van de provincie West-Java, Indonesië. Salam Mulya telt 2977 inwoners (volkstelling 2010).